# Energieteam Arena
Benteler Arena o antes llamado Energieteam Arena es un estadio de fútbol ubicado en Paderborn, Alemania, fue inaugurado en el año 2008, tiene una capacidad para 15 000 aficionados cómodamente sentados, su equipo local es el SC Paderborn 07 de la Bundesliga alemana, el primer encuentro disputado fue entre el SC Paderborn 07 contra el Galatasaray Spor Kulübü finalizando este 1 a 1.

## Galería

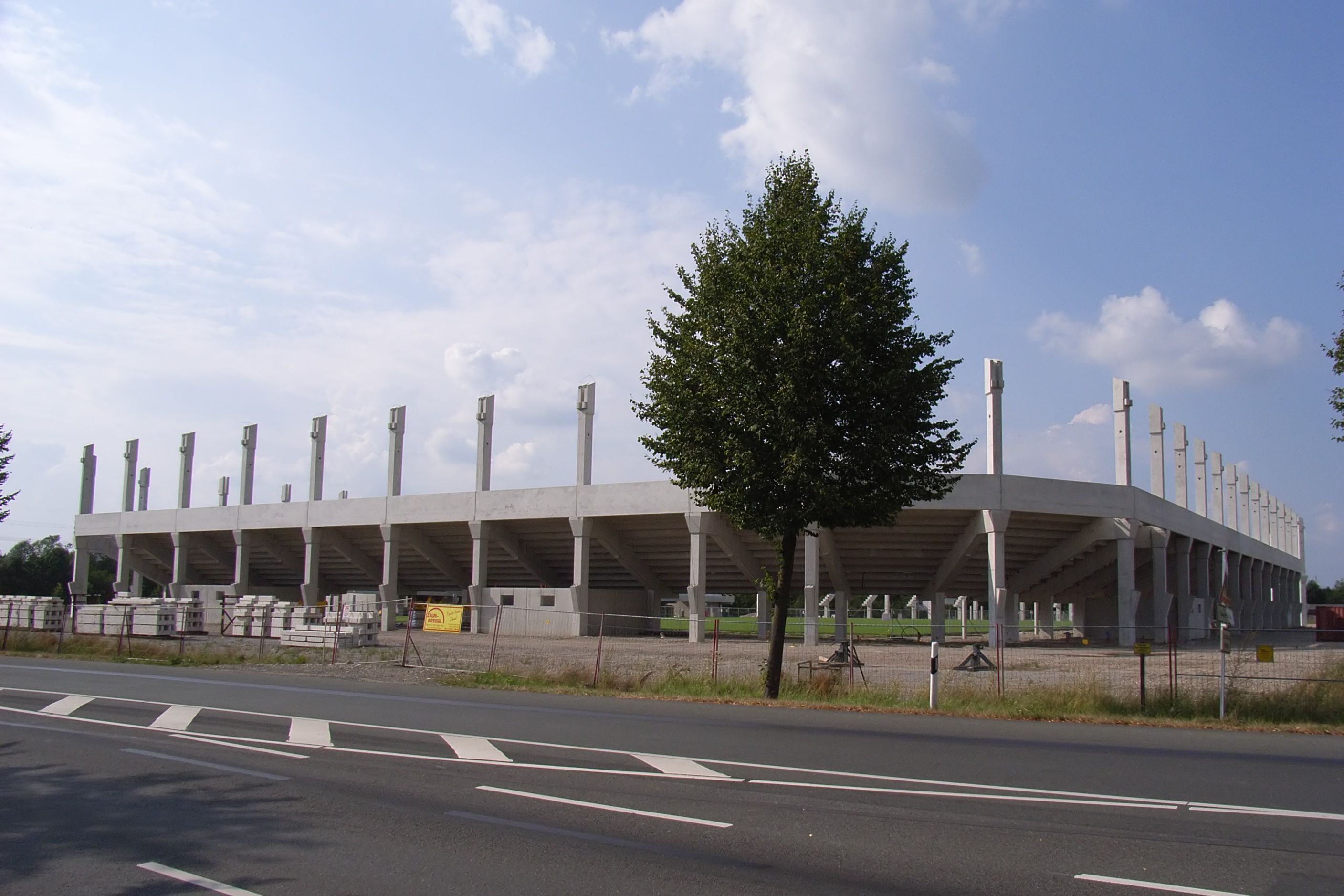
En construcción
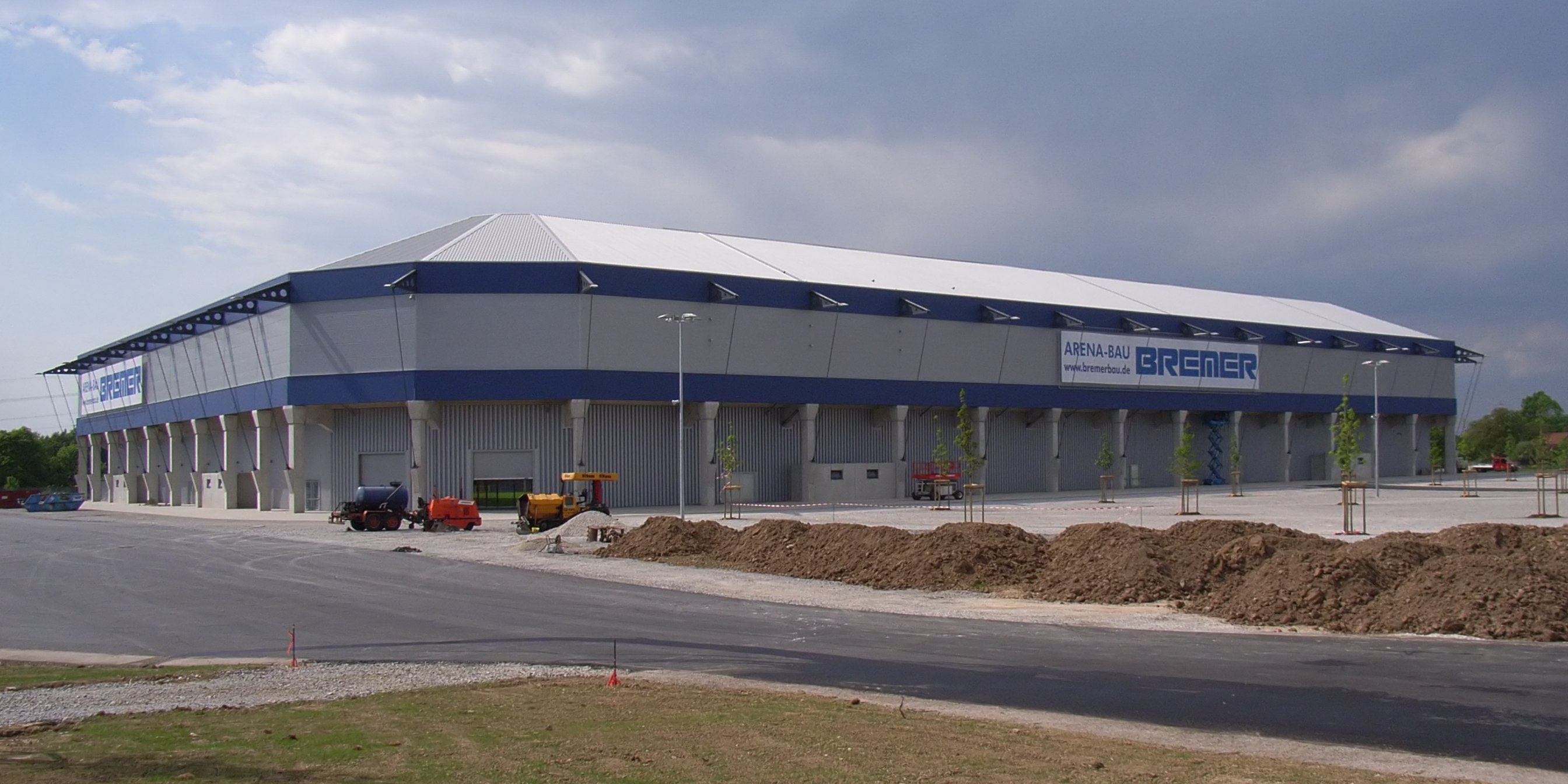
Desde el exterior